# نينتندو للبحث والتطوير 2
نينتندو للبحث والتطوير 2 (بالإنجليزية: Nintendo Research and Development 2)‏ (باليابانية: 任天堂開発第二部) ، هي شركة يابانية فرعية تهتم بإنتاج ألعاب الفيديو، وهي تابعة لشركة نينتندو ، بدأت نشاطاتها عام 1972 وأنتهت عام 2005م، وأنتجت عدداً من ألعاب الفيديو، ومنها لعبة آيس هوكي عام 1988م ولعبة سوبر ماريو أدفانس عام 2001م.

## مصدر
1. ↑  Wii U from Nintendo - Official Site - HD Video Game Console نسخة محفوظة 29 سبتمبر 2011 على موقع واي باك مشين.

## وصلة خارجية
- IGN Listing for R&D2